# Øyeren
Øyeren est un lac du bassin versant de la rivière Glomma, au sud-est de Lillestrøm, dans le comté d'Akershus en Norvège.

## Description
Il est situé dans les municipalités d 'Enebakk, Skedsmo, Fet et Rælingen dans le comté d'Akershus et les municipalités de Spydeberg et Trøgstad dans le comté d'Østfold.
Le lac Øyeren est le neuvième plus grand lac de Norvège avec une superficie de 84,7 km2. Il est à 101 mètres (331 pieds) au-dessus du niveau de la mer et à 71 mètres (233 pieds) de profondeur. À la sortie de Glomma au nord se trouve le plus grand delta intérieur lacustre des Pays nordiques avec de nombreuses îles qui sépare Øyeren du plus petit lac Svellet à l' ouest du canton de Fetsund. Presque toute la partie nord du lac n'a que 1 à 3 mètres de profondeur. Il y a 25 espèces de poissons à Øyeren, qui est donc considéré comme le lac de Norvège avec le plus d'espèces de poissons. Avant l'endiguement du Glommavassdraget, il y avait aussi des saumons et des anguilles.

## Zone protégée
Une zone qui comprend des parties de l'extrémité nord du lac est la Réserve naturelle de Nordre Øyeren établie, répertoriée comme site Ramsar.

## Galerie

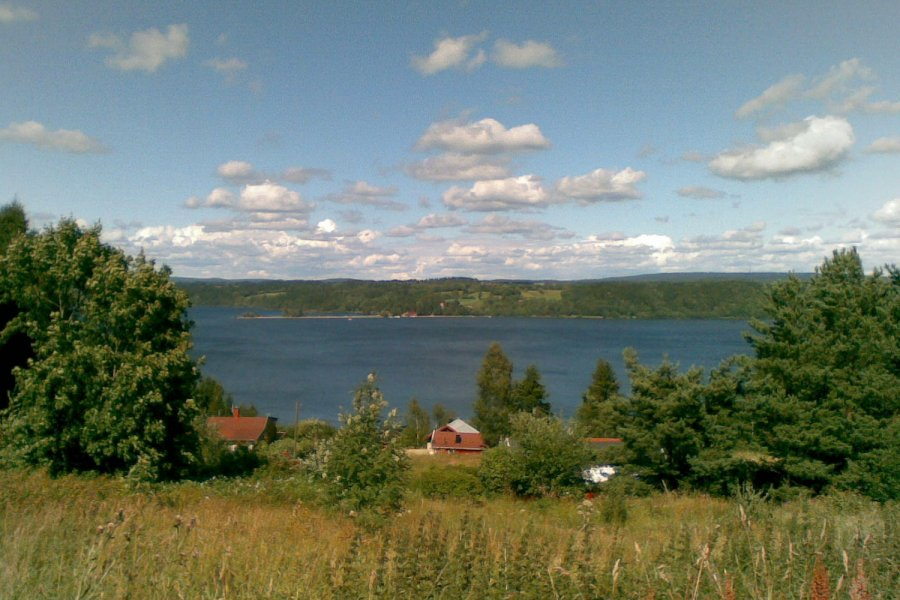
Autre vue du lac
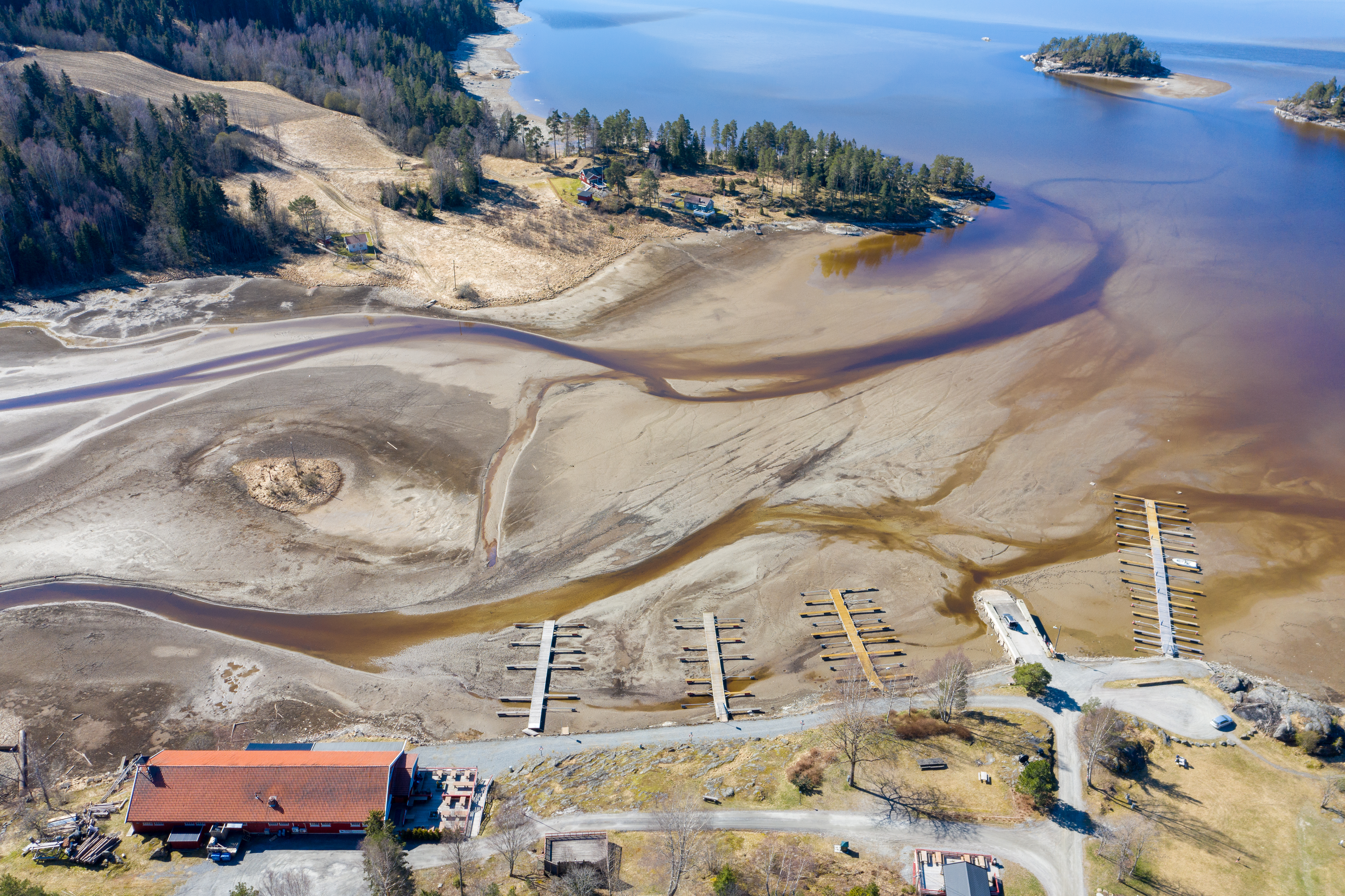
régulation du flux